# Hymenolobium grazielanum
Hymenolobium grazielanum är en ärtväxtart som beskrevs av Lima. Hymenolobium grazielanum ingår i släktet Hymenolobium och familjen ärtväxter. Inga underarter finns listade i Catalogue of Life.